# Irene López Heredia
Irene López Heredia (Mazarrón, 1894-Madrid, 10 de octubre de 1962) fue una actriz española.

## Biografía
Una de las grandes actrices de la escena española del primer tercio del siglo XX, se educó artísticamente a la sombra de María Guerrero y más tarde formó compañía con Ernesto Vilches, su primer marido, instalándose en el Teatro Infanta Beatriz y poniendo en escena obras como El fantasma de Canterville, Un marido ideal y El abanico de Lady Windermere, las tres de Oscar Wilde y Cándida (1928), de George Bernard Shaw, y reestrenos como Amores y amoríos, de los hermanos Álvarez Quintero o La noche del sábado de Jacinto Benavente, todas ellas entre 1915 y 1930.
Tras su separación profesional y sentimental de Vilches, se unió al actor Mariano Asquerino, junto al que puso en escena, en las décadas de 1930 y 1940, entre otras piezas, La prima Fernanda (1931), de los hermanos Machado, Farsa y licencia de la reina castiza (1931) y El embrujado (1931), ambas de Valle Inclán, La malquerida, Judith, La última carta (1941), Divorcio de almas (1948), La escuela de las princesas (1930), Campo de armiño (1940) y La princesa Bebé (1940), las tres últimas de Jacinto Benavente,
Otras piezas destacadas en su repertorio incluyen  El águila de dos cabezas (1948), de Jean Cocteau, El gorro de cascabeles (1948), de Luigi Pirandello o Almas prisioneras (1953) y Rosas de otoño, ambas de Benavente, El teatrito de don Ramón (1959), Don Juan Tenorio (1959), La visita de la vieja dama (1959) y La Orestíada (1959), las cuatro en el Teatro Español, Seis personajes en busca de un autor, de Luigi Pirandello o Hedda Gabler, de Ibsen, así como, en el Festival de Teatro Clásico de Mérida La Orestiada (1959), de Esquilo.
En sus últimos años de vida, hasta 1960, continuó activa sobre los escenarios, en diversos montajes de José Tamayo, como una nueva revisión de Los intereses creados, Don Juan Tenorio, Enrique IV, La visita de la vieja dama, La Orestiada o Gigi, con Nuria Espert.
Su paso por el cine fue mucho más discreto, incluyendo la versión española de Mr. Arkadin (Orson Welles, 1955) y los títulos: El golfo (1917), Doce hombres y una mujer (1934), Buenos días amor (1958) y De espaldas a la puerta (1959).